# Hallelujah (chanson de Paramore)
Pour les articles homonymes, voir Alléluia (homonymie).
Singles de Paramore
Misery Business CrushCrushCrush
Pistes de Riot!
That's What You Get Misery Business
Hallelujah est le 2d single extrait de Riot!, le 2d album de la formation de punk rock américain, Paramore.

La chanson est à ne surtout pas confondre avec Hallelujah de Leonard Cohen, bien que Paramore ai joué un extrait de cette très célèbre chanson, comme pont musical avant d'interpréter Hallelujah (leur chanson), sur leur album live The Final Riot!.

Le single est seulement sorti au Royaume-Uni le 18 septembre 2007.
Le clip vidéo d'Hallelujah est composé de séquences de la précédente tournée du groupe, ces séquences sont intercalées avec un plan où l'on voit un poster, où sont "accrochées" ces mêmes séquences de la tournées, se remplissant des textes de la chanson. Cette vidéo a été réalisée par Big TV!.